# つっちぃ・MISHIMAのナススタ!

つっちぃ・MISHIMAのナススタ!（つっちぃ・みしまのナススタ!）は、文化放送にて2013年（平成25年）4月6日から2015年（平成27年）3月28日まで放送された10分間の録音ラジオ番組。栃木県那須地域（那須塩原市・那須町）の観光・グルメ・イベント情報を紹介し、東京スカイツリータウン®スタジオで公開収録が行われた。
なお、番組終了翌週の2015年4月4日から開始された「なかじましんや 土曜の穴」の番組コーナー「週刊 那須スタイル」の前身番組である（出演者は本番組と変わらないが、生放送となった）。

## 概要
本番組は那須高原のPRを目的とし、地元施設担当者らをゲストに迎えて地域情報を届けた。番組終了後の2015年4月4日からは『なかじましんや 土曜の穴』内コーナー「週刊 那須スタイル」に衣替えし、同じパーソナリティが生放送で担当している。

### キャッチフレーズ
「聴いて得して超ハッピー!! 那須の旬な情報を朝イチバンにお届けします」

## 出演者
- 土屋滋生
- MISHIMA（本番組が初の冠番組となる）

## 放送時間
| 期間                         | 曜日 | 時間 (JST)    |
| ---------------------------- | ---- | ------------- |
| 2013年4月6日 – 2015年3月28日 | 土曜 | 06:40 – 06:50 |

## コーナー
那須スタイルリポート那須高原在住レポーターが電話出演で最新情報を紹介。
ナススタ・トピックス公開収録で行う観光イベント紹介 etc.

## 放送終了後
2015年4月より後継コーナー「週刊 那須スタイル」が放送されている。